# Ibrahim Lawani
Ibrahim Lawani est un joueur français de volley-ball, né le 15 septembre 2001 à Vitry-sur-Seine. Il mesure 1,98 m et joue attaquant (pointu).

## Biographie
Formé dans l'équipe France Avenir 2024 du Centre national de volley-ball (CNVB), il joue depuis 2021 pour le Paris Volley dans le championnat de France (LAM),,.
Il fait partie des jeunes joueurs proches de l'équipe de France avec ses coéquipiers Benjamin Diez et Kellian Paes.

## Palmarès

### En club
- Coupe de France masculine de volley-ball
  -  Troisième : 2019-2020 avec le Paris Volley